# Aéroport de Vaasa
L'aéroport de Vaasa (code IATA : VAA • code OACI : EFVA) est le cinquième aéroport de Finlande par le trafic passagers. 
Situé dans le quartier de Runsor, à 9 km au sud-est du centre-ville de Vaasa, il dessert la 9e agglomération du pays et la région d'Ostrobotnie. 
En 2007, il a vu 322 000 passagers transiter par son terminal.

## Présentation
La principale liaison effectuée depuis l'aéroport est comme dans la plupart des aéroports régionaux finlandais celle qui permet de relier la capitale Helsinki, plus particulièrement l'aéroport international de Vantaa. Finnair allié à Finncomm Airlines d'une part et Blue1 d'autre part se disputent le marché. Située au cœur de la seule région métropolitaine de Finlande à majorité suédophone, Vaasa est également très tournée vers la Suède. Blue1 relie quotidiennement Stockholm-Arlanda et des liaisons saisonnières sont parfois organisées vers d'autres villes du pays.
L'aéroport est accessible par la seututie 704.

## Compagnies et destinations
| Compagnies            | Destinations                                  |
| --------------------- | --------------------------------------------- |
| Aegean Airlines       | En saison Charter : La Canée I.-Daskaloyánnis |
| Avion Express         | En saison charter: Rhodes-Diagoras            |
| Finnair               | Helsinki-Vantaa                               |
| Jet Time              | En saison charter: Las Palmas/Gran Canaria    |
| Pegasus Airlines      | En saison charter: Antalya                    |
| Scandinavian Airlines | Stockholm-Arlanda                             |
| Sunclass Airlines     | En saison charter : Las Palmas/Gran Canaria   |

Édité le 24/02/2020  Actualisé le 01/03/2023

## Situation
| \| 50 km1:2 811 000 \| Enontekiö Helsinki-Malmi Helsinki-Vantaa Ivalo Joensuu Jyväskylä Kajaani Kemi-Tornio Kittilä Kokkola-Pietarsaari Kuopio Kuusamo Lappeenranta Mariehamn Oulu Pori Rovaniemi Savonlinna Tampere Turku Vaasa Varkaus |
| 50 km1:2 811 000 |

## Trafic de passagers
Pour des raisons techniques, il est temporairement impossible d'afficher le graphique qui aurait dû être présenté ici.

Voir la requête brute et les sources sur Wikidata.
| Année | Domestique | International | Total   | Variation |
| ----- | ---------- | ------------- | ------- | --------- |
| 2000  | 227 523    | 98 851        | 326 374 | +4,2 %    |
| 2001  | 216 409    | 95 651        | 312 060 | −4,4 %    |
| 2002  | 194 651    | 74 466        | 269 117 | −13,8 %   |
| 2003  | 169 088    | 79 836        | 248 924 | −7,5 %    |
| 2004  | 166 836    | 94 480        | 261 316 | +5,0 %    |
| 2005  | 178 378    | 118 886       | 297 264 | +13,8 %   |
| 2006  | 195 045    | 111 106       | 306 151 | +3,0 %    |
| 2007  | 213 833    | 108 095       | 321 928 | +5,3 %    |
| 2008  | 234 447    | 108 948       | 343 395 | +6,7 %    |
| 2009  | 207 274    | 86 983        | 294 257 | −14,3 %   |
| 2010  | 194 102    | 94 040        | 288 142 | −2,1 %    |
| 2012  | 218 742    | 155 399       | 374 141 | +10,5 %   |
| 2013  | 185 562    | 133 753       | 319 315 | -14,7 %   |
| 2014  | 184 316    | 141 570       | 325 886 | +2,1 %    |
| 2015  | 162 864    | 119 573       | 282 437 | -13,3 %   |
| 2016  | 173 541    | 114 979       | 288 520 | +2,2 %    |
| 2017  | 162 333    | 137 785       | 300 118 | +4,0 %    |
| 2018  | 166 195    | 149 705       | 315 900 | +5,3 %    |
| 2019  | 165 125    | 138 786       | 303 911 | −3,8 %    |
| 2020  | 35 303     | 24 409        | 59 712  | −80,4 %   |